# Bandera de Reocín
La bandera de Reocín es uno de los símbolos del municipio español de Reocín (Cantabria), junto a su escudo. Es de paño rectangular, de proporciones 2:3, dividida diagonalmente en tres franjas de igual ancho que corren desde el alto del batiente a la parte baja del asta, cuyos colores son rojo para la superior, blanco para la intermedia y azul para la inferior, lleva en el centro el escudo de armas del municipio. Estas proporciones se conservarán sea cual fuere el tamaño de la misma.
La bandera fue adoptada en sesión plenaria ordinaria celebrada por el Ayuntamiento, el día 3 de noviembre de 2003 y ratificada el 4 de julio de 2005, siendo autorizada por el Consejo de Gobierno de Cantabria el día 14 de julio de 2005, previo informe favorable emitido por la Real Academia de la Historia el día 22 de abril de 2005.